# Технологично подпомогнато обучение
Технологично подпомогнато обучение ((ТПО),на английски: Technology enhanced learning) Обучителни дейности, които са подпомогнати по някакъв начин от употребата на електронна медия като аудио и/или видео и различни комбинации от информационни и комуникационни технологии.
Технологично подпомогнатото обучение (ТПО) представлява голямо разнообразие от информационни и комуникационни технологии, които осигуряват гъвкави и висококачествени възможности за обучение, както в учебното заведение, така и извън него. Технологиите могат да включват уеб-базирани приложения, видео и аудио конференции, CD и DVD носители, видеокасети и интерактивна телевизия. Този тип обучение може да предложи цялостни виртуални онлайн възможности чрез своята мултифункционалност, използвайки комбинация от технологии, а също така може да бъде интегрирано в традиционното обучение в класната стая.
ТПО има за цел да осигури възможност за обучение независимо от местопребиваването на обучаемия, социално-икономическите обстоятелства или демографски характеристики. Също така трябва да доведе до по-гъвкави, уместни програми и услуги, които да отговарят на индивидуалните и групови пазарни изисквания, предоставяйки по-голям избор на съдържание, програми и мултифункционален достъп.
Чрез интерактивността този тип обучение стимулира обучаемите сами да развиват своите способности и спомага за по-високо ниво на обучение и критично мислене.